# Jan Campert

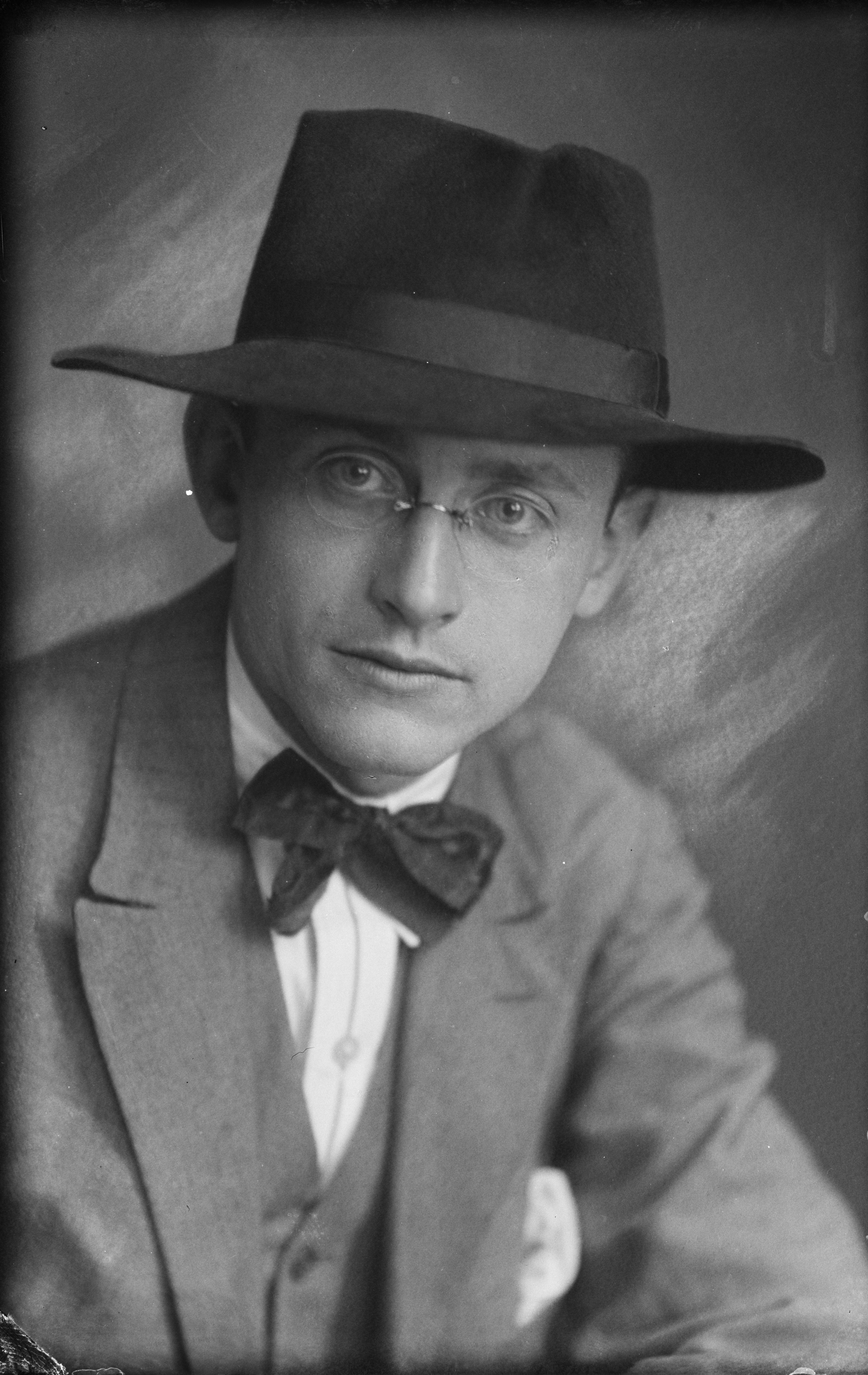
Jan Campert

Jan Remco Theodoor Campert (* 15. August 1902 in Spijkenisse; † 12. Januar 1943 im KZ Neuengamme) war ein niederländischer Journalist, Dichter und Judenhelfer. Er war der Vater des Dichters Remco Campert.

## „Die achtzehn Toten“

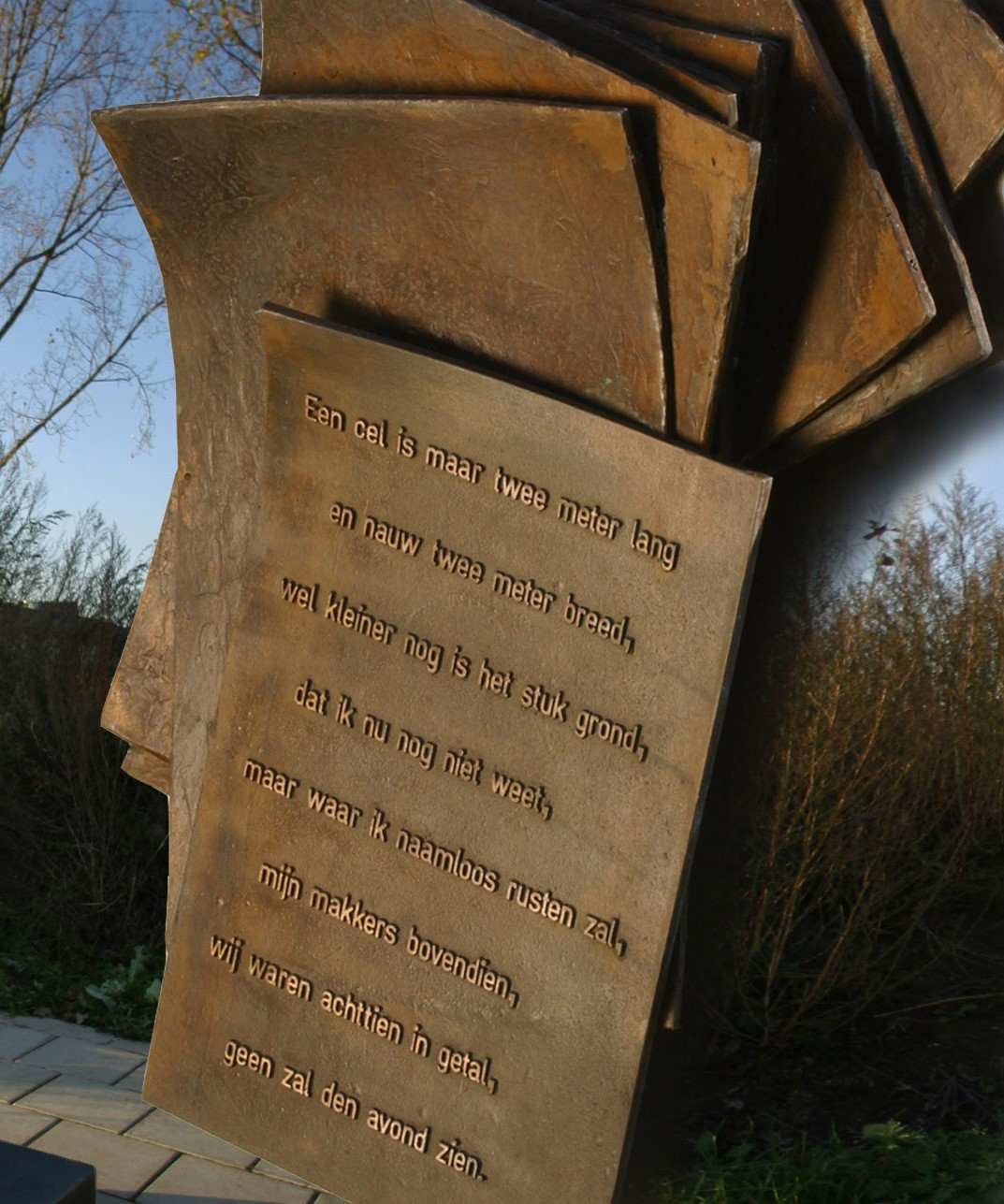
Monument Die achtzehn Toten in Spijkenisse

Campert ist insbesondere bekannt für sein Gedicht De achttien dooden (dt. Die achtzehn Toten), welches den niederländischen Widerstand während der deutschen Besatzung zum Gegenstand hat. Das Gedicht ist aus der Sicht eines Widerstandskämpfers verfasst, der mit siebzehn Mitstreitern am Abend vor der Hinrichtung seine Gedanken aufzeichnet: Sein Tun bedauert er nicht, da er es für seine vaterländische Pflicht erachtet, Widerstand geleistet zu haben. Den Leser bittet er, seiner und seiner Kameraden zu gedenken. Gott bittet er um Kraft, am nächsten Tage als Mann zu sterben.
Veröffentlicht wurde das Gedicht im Winter 1943 in der illegalen Zeitschrift Vrij Nederland, als bekannt wurde, dass Campert im KZ Neuengamme ums Leben gekommen war. Fast gleichzeitig erschien es in einer Auflage von 15.000 Stück als illegales Flugblatt. Nach Kriegsende wurden weitere 63.109 Exemplare verkauft.